# قرة غيبي (مقاطعة ديواندرة)
قرة غيبي (بالفارسية: قره غیبی) هي قرية تقع في منطقة مركزية ريفية في إيران. يقدر عدد سكانها بـ 215 نسمة بحسب إحصاء 2016.